# راکوتسی‌فالوا
راکوتسی‌فالوا (به مجاری:  Rákóczifalva) یک منطقهٔ مسکونی در مجارستان است که در ناحیه سولنوک واقع شده‌است. راکوتسی‌فالوا ۳۵٫۹۴ کیلومتر مربع مساحت و ۵٬۳۰۷ نفر جمعیت دارد.